# NGC 5758
NGC 5758 (другие обозначения — UGC 9524, MCG 2-38-11, ZWG 76.39, PGC 52787) — галактика в созвездии Волопас.
Этот объект входит в число перечисленных в оригинальной редакции «Нового общего каталога».